# 金陵女子神学院

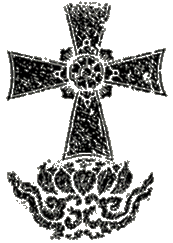
Bible Teachers' Training School for Women 金陵女子神學院

金陵女子神學院（Bible Teachers' Training School for Women），前身是“金陵女子圣经学校”（Bible Teachers' Training School for Women），为数家美国基督教会在南京聯合创办的女圣经学校。

## 历史
当时，几家美国基督教会决定在南京聯合创办男女圣经学校各一所。1911年金陵神学開學。1912年冬天，金陵女子神学（当时叫金陵神学女校）开学。学校董事会由美国基督教贵格会、American Presbyterian Church, South (美南長老會)、American Presbyterian Church, North (美北長老會)、Methodist Episcopal Church (美以美會)、Methodist Episcopal Church, South (監理會)、Disciples of Christ (基督會)和浸礼会等差会派代表组成。美国传教士沙德纳为首任校长，借用进德女校为院址。1921年10月迁入大锏银巷新建校舍。抗日战争中迁往上海。1947年秋，返南京原校址。
1950年代初，南京基督教界在中共當局脅迫下，开展“三自爱国运动”后，断绝了与美国教会的经济联系。1952年8月院系調整，同金陵神學院（原校址位于汉中路140号）、三一神學院、中央神學院、中國神學院、华北神學院等華東地區12所神學院聯合組建金陵协和神学院，并在其校址建院。（最后一句话有误，1951年，女子神学院已经同金陵神学院合并。）

## 建築
金陵女子神學院位于南京鼓楼区大锏银巷17号。现存有圣道大楼、学生宿舍楼三座民国建筑，建于1921-1922年，由金陵大学工程院設計，陈明记营造厂承建。
圣道大楼为欧洲教堂风格,立面对称，建筑平面布局呈十字形，主体2层，门厅为3层，砖木结构，建筑面积1560平方米，青砖外墙，木屋架，木楼板，窗户采用上下提拉木扇。两幢学生宿舍楼，分别建在圣道大楼的西侧和东北部，建筑造型基本相同。
金陵女子神學院建築群，1999年被列为南京重要近现代建筑及近现代风貌区保护名录。2002年，被列为江苏省文物保护单位。

## 历任院长
1. 沙德纳
2. 賈玉銘（1880年－1964年）[4]